# Деконструктивизъм
Деконструктивизмът е течение в съвременната архитектура, възникнало през 80-те години на 20. век. Повлиян от философската деконструкция на Жак Дерида, деконструктивизмът доразвива постмодернизма в отричането на принципите на подреденост и рационалност, характерни за доминиращия в средата на века модернизъм. Характерни за него са фрагментирането, манипулирането на външните повърхности на конструкцията, неправоъгълните форми, които служат за изкривяване и изместване на някои от основните принципи на архитектурата. В завършения си вид деконструктивистките сгради се стремят да създадат впечатление за непредвидимост и хаотичност.